# Ново-Александровский рынок
Ново-Александровский рынок — рынок на Вознесенском проспекте в Санкт-Петербурге, построенный в 1864—1867 годах по проекту архитектора Александра Бруни для купцов сгоревшего Апраксина двора. Был снесён в 1932-м.

## История
Рынок располагался на обширном участке между Садовой улицей, Малковым переулком, Фонтанкой и Вознесенским проспектом. История владения прослеживается до первой половины XVIII века — в тот период участком у Вознесенского проспекта владел кожевенный мастер Рихтер. В 1760 году земли выкупила городская казна с целью построить на них винные склады. Позднее, в XIX веке, участок между Вознесенским проспектом и набережной Фонтанки занимало «питейное откупное комиссионерство».
Поводом для строительства Ново-Александровского рынка стало разрушение торговых рядов Апраксина двора, сгоревшего в 1862 году. Сообщество торговцев приняло решение возвести новый рынок, возглавить проект пригласили архитектора Александра Бруни. Он разработал комплекс в форме подковы, в котором три прохода с двухэтажными рядами лавок объединяла единая двускатная стеклянная крыша. Работы завершились в 1867 году, торжественную церемонию открытия и освящения посетил император Александр II.
Новый рынок включал более 800 лавок и был рассчитан на покупателей со средним достатком: помимо новых товаров, в нём продавали также подержанные вещи. На территории рынка выделялись Большая и Малая площади, а также Татарская толкучка для торговли вразнос. В 1878 году была построена часовня. В 1894 году был отремонтирован лицевой фасад рынка.
Рынок был снесён в 1932 году, позднее на его месте построили общежитие Института текстильной и легкой промышленности и Дом лёгкой промышленности. Предположительно, фундамент и подвал частично использовались при позднейших перестройках.

## Современность
В 2019 году при подготовке к строительству нового корпуса СПбГАСУ археологи раскрыли значительный фрагмент Владимирского пассажа Ново-Александровского рынка (около 800 м²). Учёные отметили его редкую сохранность: практически весь цокольный этаж, своды и арочные перекрытия. В августе 2019 года КГИОП присвоил находке статус выявленного объекта культурного наследия, согласно охранному обязательству которого запрещено любое несогласованное вмешательство в оригинальный вид объекта.
В декабре 2019 года раскопки оказались вновь убраны под землю, КГИОП не даёт комментариев по этому вопросу, а градозащитники опасаются, что объект собираются снять с охраны и лишить статуса памятника культуры.